# Poeltia campylata
Poeltia campylata är en bladmossart som beskrevs av Riclef Grolle. Poeltia campylata ingår i släktet Poeltia och familjen Gymnomitriaceae. Inga underarter finns listade i Catalogue of Life.